# Carlos Kinsky von Wchinitz und Tettau
Carlos Maximilian Philipp Ivan Fürst Kinsky von Wchinitz und Tettau (Buenos Aires, 10 januari 1967) is de 12e Fürst en sinds 2009 chef van het huis Kinsky von Wchinitz und Tettau.

## Biografie
Kinsky werd geboren als zoon van Franz Ulrich Kinsky von Wchinitz und Tettau (1936-2009), 11e Fürst, en diens eerste echtgenote Roberta Cavanagh (1942-2002). Hij trouwde in 2000 met Maria de los Dolores Beccar Varela (1971) met wie hij drie kinderen kreeg, onder wie de vermoedelijke opvolger als chef van het huis: Wenzel Graf Kinsky von Wchinitz und Tettau (2002). Hij is bankier in Londen.
Na het overlijden van zijn vader in 2009 volgde hij hem op als Fürst en sinds 2009 chef van het huis. Volgens Oostenrijks recht heeft hij geen adellijke titel; volgens familietraditie voert hij de titel van Fürst met het predicaat doorluchtigheid (Durchlaucht).